# Lampranthus glaucus
Lampranthus glaucus là một loài thực vật có hoa trong họ Phiên hạnh. Loài này được (L.) N.E. Br. mô tả khoa học đầu tiên năm 1930.